# Хашиш
Хашиш или хаш се нарича продуктът, получаван от преработката на жлезистите трихоми на канабисовото растение. Съдържа същите активни съставки като марихуаната – тетрахидроканабинол, както и други канбиноиди, но с много голяма концентрация от сушеното растение.
Хашишът може да има най-различни форми и цветове, като това зависи от начина, по който са събрани смолистите жлези от растението и как точно е преработен продуктът. Самата направа на продукта се състои от два етапа – събиране на смолата и пресоване на смолата на блокчета или резенчета. Чрез специален допълнителен процес може да бъде извлечено и хашишово масло, което е с още по-силни съставки. Цветът на хашиша варира от светлокафяв до черен.
Косумира се чрез пушене с лула, бонг, свит на цигара, смесена с тютюн, или по други начини чрез нагряване. Поради по-голямата концентрация на активни съставки обикновено получaваният ефект при употребяващия е по-силен от този при пушенето на марихуана.
Хашишът е използван като медицинско средство и наркотик още от 3 хилядолетие пр.н.е. Думата хашиш произлиза от арабския език и означава трева. Смята се, че хашишът произлиза от Мароко, където канабисът е бил широко разпространен.